# Пино Галлицио
Джузеппе Галлицио, известный как Пино Галлицио (итал. Giuseppe «Pinot» Gallizio; * 12 февраля 1902, Альба, Италия — † 13 февраля 1964, Альба) — итальянский художник, ситуационист и фармацевт, создатель «индустриальной живописи».

## Жизнь и творчество
Родился в северной Италии, получил среднее образование в колледже Сан-Джузеппе Кафассо («San Giuseppe Cafasso») и в 1924 году защитил диплом в Турине по специальности «фармация». В годы Второй мировой войны первоначально служил в итальянской армии офицером-фармацевтом, затем участник движения Сопротивления, воевал в составе партизанской бригады «Альпи». Член Коммунистической партии Италии, в 1951 году избирался по спискам КПИ, в городской совет города Альба.
Как художник сформировался довольно поздно. После знакомства с одним из основателей международной творческой группы «coBRa» Асгером Йорном Галлицио создаёт в 1956 году «Первую экспериментальную мастерскую Баухаус», а затем в том же году организует в Альбе «Первый мировой конгресс свободных художников», на котором присутствовали такие мастера, как Этторе Соттсасс, Пьеро Симондо, Энрико Бай, Констант, Елена Верроне, и также ещё представители художественного авангарда ещё из восьми стран. В рамках конгресса прошла выставка работ участников экспериментальной мастерской. В 1957 году Галлицио, вместе с рядом других художников-авангардистов (Асгер Йорн, Ги Дебор, Вальтер Ольмо, Пьеро Симондо, Констант, Ральф Рамни, Елена Верроне, Микеле Бернштейн) основывает творческое движение ситуационистский интернационал, ставший объединением движения «леттристизма» и «мастерской Баухаус». В 1958 году Галлицио начинает создавать свои «индустриальные полотна», которые он впервые выставляет в мае 1958 года в Турине: 12-метровая картина маслом на холсте, 14-метровая деревом на холсте и созданная совместно с Джиорсом Меланотте 70-метровая картина на полотне. Затем следовали выставки в Милане и Мюнхене, и в апреле 1959 года в Париже у Рене Друэна, где он представлял свою «Пещеру Антиматерии», одно из первых художественных работ в защиту окружающей среды. Произведения Галлицио, представляющие собой огромные свитки расписанного полотна, и их продажа «на метры» должна была олицетворять конец современного модерн-искусства, а также прокламируемых им ценностей.
Другие важные события творчества Пино Галлицио: персональная выставка в амстердамском Стеделейкмюзуеме, выставка Dalla natura all’arte в Палаццо Грасси в Венеции, а также приглашение историка искусства Маурицио Кальвези принять участие в венецианском Биеннале в 1964 году.
Работы Пино Галлицио дали импульс развитию новых течений современного искусства, одним из которых стала созданная Пьеро Манцони, Энрико Кастеллани и Агостино Боналуми группа «Азимут» (образованная вокруг журнала «Azimuth»). Произведения, созданные Пино Галлицио можно увидеть в крупнейших музеях мира: в «Новой галерее» в Берлине, центре Жоржа Помпиду в Париже, музее Стеделейк в Амстердаме, музее королевы Софии в Мадриде, музее Gam в Турине и т. д.

## Фильмы
- Lonzi C. (сост.), Pinot Gallizio, Dokumentarfilm Rai, 1963 (Archiv Rai, Rom)
- Debord G., In girum imus nocte et consumimur igni, Film, 1978
- Mello F. (сост.), Pinot Gallizio. La vita, la pittura, l’avventura, Dokumentarfilm Rai, 1984 (Archiv Rai, Rom)
- Repetto M., Balla F., Dèrive Gallizio, 2000, Dokumentation